# Blokkoefficient
Blokkoefficient eller kassekoefficient (Cb) er en maritim konstruktionsparameter, som er forholdet  mellem volumen af et fartøjs fortrængte vandmasse, deplacement og en rektangulær kasse fortrængte vandmasse, som har samme dimensioner.
Koefficienten bestemmer fyldigheden af skibets  linjer, og ligger normalt mellem 0,4 og 0,8.
Den første værdi gælder for meget slanke hurtigtgående fartøjer,  eksempelvis torpedobåde medens sidste værdi passer på fartøjer for tung last, eksempelvis , bulkcarriers  og tankskibe.

## Beregning
Blokkoefficienten Cb  bestemmes ved formlen:
{\displaystyle C_{b}={\frac {V}{L_{WL}\cdot B\cdot d}}}
Hvor V er rumfanget af skibets deplacement (moulded), i et skib med yderklædning af metal, og er rumfanget af deplacementet til klædningens yderside i et skib med yderklædning af andet materiale, 
idet rumfanget i begge tilfælde beregnes ved en dybgang (moulded) d, hvor d er 85% af den mindste dybde (moulded) samt B (bredde (moulded)) og LWL (længde af konstruktions-vandlinje) ved denne dybgang.

## Ekstern henvisning og kilde
- Meddelelser fra Søfartsstyrelsen B. Skibes bygning og udstyr m.v. Kapitel B II-5 A(1-2) - Tillæg I, 1. november 2004, regel 3, Blokkoefficient –  (7a) (7b)